# Albert Borowski
Albert Borowski (ur. 29 października 1964 w Wyszkach) – polski menedżer, inżynier i urzędnik państwowy, w latach 1997–1999 podsekretarz stanu w Ministerstwie Łączności.

## Życiorys
W latach 1984–1989 odbył studia na Wydziale Elektrycznym Politechniki Warszawskiej. Kształcił się podyplomowo w zakresie dyplomacji w Polskim Instytucie Spraw Międzynarodowych (1992) oraz z zarządzania przedsiębiorstwami i finansami w Szkole Głównej Handlowej (2001). Ukończył kursy z zakresu negocjacji i zarządzania projektami unijnymi, a także z informatyki i cyberbezpieczeństwa. Odbył staż w Komisji Europejskiej.
W latach 1989–1992 pracował jako kierownik produkcji i dyrektor techniczny w przedsiębiorstwie z branży motoryzacyjnej, potem do 1997 zatrudniony na stanowiskach specjalisty i wicedyrektora w Ministerstwie Transportu i Gospodarki Morskiej. W latach 1997–1999 pełnił funkcję podsekretarza stanu w Ministerstwie Łączności, należał do zespołu negocjującego akcesję do Unii Europejskiej w obszarze telekomunikacji i technologii informacyjnych. Następnie prowadził własną firmę i spółką transportową Pekaes, po czym od 2004 do 2007 kierował departamentem środków unijnych w Urzędzie Marszałkowskim Województwa Mazowieckiego. Później pracował na stanowiskach menedżerskich w przedsiębiorstwach z branży informatyki i cyberbezpieczeństwa.